# Rejon oktiabrski (Nowosybirsk)
Rejon oktiabrski w Nowosybirsku (ros. Октябрьский район) – jeden z rejonów rosyjskiego miasta Nowosybirsk.

## Charakterystyka
Położony na prawym brzegu Obu, zajmujący powierzchnię 57,6 kilometrów kwadratowych. Dane z 2010 roku wskazują, że zamieszkuje go 200 182 osób, a kilka lat wcześniej było to 196 300. Historia rejonu zaczyna się jeszcze w XIX wieku, co czyni go jednym z najstarszych obszarów Nowosybirska. Jego powstanie związane jest z Koleją Transsyberyjską i budową mostu przez rzekę Ob. Rejon ten zwany był wówczas Zakamieńskim, gdyż znajdował się za rzeką Kamienką. W 1893 roku zasiedlili go robotnicy budujący most wraz ze swoimi rodzinami. W 1906 roku powstała tu pierwsza fabryka produkująca elementy mechaniczne oraz metalowe, co przyciągnęło kolejnych osadników i zachęciło ich do zamieszkania w rejonie. W 1929 roku nadano mu jego obecną nazwę, na cześć Rewolucji Październikowej, a granice dzielnicy ukształtowały się ostatecznie w latach czterdziestych. Atak Niemiec na ZSRR w 1941 roku i napływ ewakuowanego z zachodu przemysłu oraz ludności przyczynił się do dalszego rozwoju rejonu. Od tego okresu w dzielnicy mieści się kilka większych zakładów przemysłowych Nowosybirska. 
W rejonie oktiabrskim znajduje się ponad 200 ulic o łącznej długości 149 kilometrów. Z zachodu na wschód jego wymiary wynoszą 5 kilometrów, a z północy na południe 9 kilometrów. Najważniejszym obiektem zlokalizowanym w dzielnicy jest powstały w 1966 roku budynek Państwowej Biblioteki Technicznej Syberyjskiego Oddziału Rosyjskiej Akademii Nauk. Gromadzi ona prawie 10 milionów różnego typu woluminów, co czyni ją największą tego typu placówką w Azji. Swą działalność zarejestrowało tu prawie 12 tysięcy małych i średnich przedsiębiorstw, z czego połowa zajmuje się szeroko pojętym handlem. Znajduje się tu także 27 publicznych szkół, 2 szkoły sportowe oraz 26 przedszkoli. Działa tu także teatr dzielnicowy z miejscami dla 240 osób, a także kilka wyższych placówek edukacyjnych, m.in. Nowosybirski Pedagogiczny Uniwersytet Państwowy oraz Syberyjska Akademia Administracji Publicznej. Według danych z 2010 roku co trzeci mieszkaniec rejonu nie ukończył jeszcze trzydziestego roku życia. Rejon ten jest jednym z najbardziej aktywnych części miasta jeśli chodzi o budownictwo mieszkaniowe. W 2010 roku w budowie znajdowało się tu prawie sto obiektów tego typu. Architektura dzielnicy pochodzi głównie z lat czterdziestych oraz czasów Nikity Chruszczowa, ale także z uwagi na dynamikę budowy nowych obiektów, sporo jest tu także budynków oddanych do użytku już po rozpadzie Związku Radzieckiego. Dzielnica rozwija się bardzo dynamicznie, co sprawia, że rośnie także jej budżet. W 2004 roku administracja rejonu dysponowała 547 milionami rubli, a w 2008 roku już 1 miliardem i 200 tysiącami rubli. Władze powiększają także tereny zielone w dzielnicy, na przestrzeni ostatnich kilku lat zasadzono ponad 7000 drzew.

## Transport
Dzielnica znajduje się w strukturze nowosybirskich sieci tramwajowej oraz autobusowej. Na obszarze rejonu oktiabrskiego znajdują się także dwie stacje Nowosybirskiego Metra należące do linii Leninskajej:
- Oktiabr´skaja
- Riecznoj wokzał

Znajduje się tu także jedna stacja obsługująca linię Dzierżyńskają, a z czasem zostaną uruchomione dwie kolejne:
- Zołotaja Niwa
- Gusinobrodskaja (planowana)
- Wołoczajewskaja (planowana)

Planowane jest także poprowadzenie przez obszar rejonu nowej linii systemu nowosybirskiej kolei podziemnej, której dzielnica nadawać będzie nazwę, linii Oktiabrskajej.